# Telodorcus detanii
Telodorcus detanii es una especie de coleóptero de la familia Lucanidae.

## Distribución geográfica
Habita en las islas Sula (Indonesia).